# Municipio de Cosamaloapan de Carpio
El municipio de Cosamaloapan de Carpio es un municipio mexicano, ubicado en el estado de Veracruz, al nivel del mar, en la margen izquierda del río Papaloapan. Su cabecera es la ciudad de Cosamaloapan.  Su nombre deriva del náhuatl: "en las aguas del arco iris", o "en aguas de las comadrejas".

## Geografía física
Ubicada casi en la parte central-sureste de la región "Papaloapan", con coordenadas geográficas 18° 21′ N, 95° 48′ O, cerca de las costas del Golfo de México. 
De relieve totalmente llano, con clima cálido subhúmedo, con temperatura y humedad promedio a 35 °C y 76 %, respectivamente; con lluvias durante verano y otoño. Se halla vulnerable al embate de huracanes e inundaciones provocadas por el río Papaloapan.
En la flora se pueden encontrar: caña, pastizales, chicozapotes, almendros, palma, ceibas y guayabos. En lo que se refiere a fauna se hallan: comadrejas, zorrillos, armadillos, 'tlacuaches', mapaches, tejones, iguanas, serpientes de cascabel y coralillo, lagartos, garzas, chachalacas, gavilanes; en lo que concierne a fauna marina: mojarras, camarones, y el singular "manatí del Papaloapan", que habita en pequeños grupos de este afluente, hasta la costa en donde desemboca en la ciudad de Alvarado.

## Economía
Por su relieve llano y por su buena geología, ha sido lugar para el asentamiento de la agricultura; dentro de los principales cultivos se encuentran la caña de azúcar, el maíz, los frijoles, el arroz, el plátano, el mango y en menor medida, el cacao y el trigo. Por ello, cuenta con el ingenio azucarero "San Gabriel" (actualmente en desuso) y el "ingenio san cristobal" ubicado a 5 kilómetros en el municipio de Carlos a. carrillo ver. siendo este uno de los más grandes de la república mexicana con una superficie de abastecimiento de aproximadamente de más de 40,000. has. que procesa azúcar refinado (y antiguamente alcohol etílico) y provee de azúcar a importantes compañías refresqueras. Su actividad ganadera es de ganado vacuno, ovino, equino y avícola. También se da la pesca, por lo general artesanal y para autoconsumo.

## Población
La población de Cosamaloapan también por lo general se ocupa del intercambio comercial. El municipio cuenta con una población de 54.737, de los cuales 26.034 son hombres y 28.484 son mujeres.
En lo que respecta a la diversidad cultural, Cosamaloapan cuenta con población que pertenecen a distintas etnias, las cuales son: chinanteco, zapoteco, mixteco y zoque.

### Localidades
El municipio incluye en su territorio un total de _ localidades. Las principales, considerando su población del censo de 2010 son:
| Localidad                               | Población |
| Total Municipio                         | 57 366    |
| Cosamaloapan                            | 30 577    |
| Gabino Barreda                          | 4 726     |
| Nopaltepec                              | 3 127     |
| Paraíso Novillero                       | 2 538     |
| Poblado Dos (Ampliación Piedras Negras) | 2 380     |
| San Antonio Texas                       | 1 401     |

## Turismo
Existe una exposición permanente sobre costumbres de los olmecas y chinantecos; también se está impulsando el ecoturismo; durante diciembre, se festejan las fiestas titulares de la Virgen de la Concepción y la Virgen de Guadalupe, el 8 y 12 de diciembre, respectivamente. Una de las mayores fiestas, es la del carnaval que se realiza anualmente entre los meses de marzo y abril, donde desfilan artistas, músicos, hay bailes regionales y otros eventos culturales.a partir del 14 al 16 de febrero de 2014 se realiza el Festival de las Mariposas, una gran fiesta donde se darán citas varios artistas locales y regionales en un encuentro de jaraneros denominado “Al Son de la Jarana” donde proyectara la cultura, gastronomía, historia y música del pueblo en donde se presenta grandes músicos, así como un desfile alusivo a las mariposas el día 14 del mes para terminar con la coronación de la reina de las fiestas.Otra festividad muy común es en septiembre el tradicional grito de independencia encabezado por el presidente municipal, donde se festeja a los héroes de la patria finalizando la noche con conciertos, además el día 16 se realiza el desfile donde los planteles educativos de la ciudad participan en el.

## Comunicaciones
Cosamaloapan se encuentra, sobre la carretera MÉX 175, que va desde Buenavista (Alvarado) hasta Puerto Ángel (Oaxaca), cruzando la Sierra Madre Occidental; sobre el km 58 al 61. Cuenta también con comunicación por vía autopista, MÉX 145D, que va desde La Tinaja hasta Acayucan, cuenta con una caseta en dicha autopista para auxilio de los viajeros, en el km 83. Cuenta también con dos terminales de autobuses, una para autobuses foráneos y otra para locales. Se halla también, en un poblado cercano, una aeropista. 
Otra manera de comunicación es por vía fluvial, con el caudal del Papaloapan, que desemboca en el Golfo de México a 92 km por vía fluvial, en Alvarado, pasando Tlacotalpan. Cuenta con dos estaciones radiodifusoras independientes, en AM y FM.
Al N colinda con Villa Acula y Tres Valles; al S con Tuxtepec (Oaxaca) y Villa Azueta; al E con Carlos A. Carrillo (antes San Cristóbal), Otatitlan, Tlacojalpan, Tuxtilla y Chacaltianguis; y al O con Tierra Blanca y Acatlán de Pérez Figueroa (Oaxaca).